# August Heinrich (Fossiliensammler)
August Heinrich (* 4. Februar 1859 in Graz; † 23. April 1926 in Bischofshofen) war ein österreichischer Arzt und Fossiliensammler.
Heinrich promovierte 1883 an der Universität Graz zum Dr. med. Er arbeitete als Arzt in Bischofshofen. Heinrich sammelte in der alpinen Obertrias Fossilien, vor allem im Hallstätter Kalk. Heute befindet sich seine Sammlung im Naturhistorischen Museum Wien.

## Veröffentlichungen
- Vorläufige Mitteilung über eine Cephalopodenfauna aus den Hallstätter Kalken des Feuerkogels am Röthelstein bei Aussee, der den Charakter einer Zwischen- und Übergangsfauna der karnischen und norischen Stufe aufweist. In: Verhandlungen der k.k. Geologischen Reichsanstalt 1909, S. 337–347 (online PDF; 742 kB)
- Untersuchungen über die Mikrofauna des Hallstätter Kalkes. In: Verhandlungen der k.k. Geologischen Reichsanstalt 1913, S. 225–234 (online PDF; 683 kB)
- Kurze Mitteilung über den Nachweis der Subbullatuszone am Feuerkogel des Röthelsteines bei Aussee. In: Mitteilungen der Österreichischen Geologischen Gesellschaft 8, 1915, S. 246–247 (zobodat.at [PDF; 40 kB]).